# Státní znak Etiopie
Státní znak Etiopie je tvořen modrým, kruhovým polem se zlatým pentagramem (pečetí krále Šalamouna), hrotem vzhůru. Mezi hroty je pět žlutých paprsků, v podobě malých lichoběžníků.
Modrá barva symbolizuje mír, přímé linie hvězdy jsou znakem rovnosti národů, národností a náboženství. Samotná hvězda je symbolem jednoty lidu Etiopie a svobodné vůle národů a národností, paprsky symbolizují radostné vyhlídky.

## Historie
Již počátkem našeho letopočtu byla na severovýchodě dnešní Etiopie (dříve Habeš) založena Aksumská říše. Království odolalo pokusům o dobytí Araby (v 8.–12. století) i Portugalci (v 15.–16. století). V 19. století byla Etiopie jediným státem, který v 19. století uhájil svou samostatnost, ba i rozšířila své území. Nezávislost uhájila i po etiopsko-italské válce, v roce 1889 byla pouze Itálii postoupena Eritrea. První etiopský státní znak se začal užívat asi od roku 1890. Jednalo se o vyobrazení lva s císařskou korunou na hlavě, tzv. Lva z Judeje, prastarý symbol judaistických kmenů a etiopských císařů, držící žerď ve tvaru kříže, na které je červeno-žluto-zelená stuha. Znak se užíval zřejmě do roku 1932.
3. října 1935 byla Etiopie napadena Itálií a v roce 1936 byla začleněna do kolonie Italská východní Afrika. V roce 1941 jednotky etiopské armády císaře Haile Selassie I., zformované v Súdánu, spolu s britskými jednotkami, osvobodily území Etiopie a bylo obnoveno Etiopské císařství. Státní znak byl tvořen zlatým, císařským trůnem nad schody, pokryté kobercem v národních barvách. Po stranách byl trůn střežen dvěma anděly s meči v rukách. Andělé měli zlatý oděv se zelenou suknicí a na prsou červený kříž. Na schodech seděli dva hnědí lvi, před nimi hnědý lev z Judeje. Nad trůnem byla stříbrná, otevřená kniha. Celý výjev byl položen na stříbrné roucho, splývající z pod zlaté, císařské koruny, s červeným rubem a zlatými třásněmi, svázané nahoře na dvou místech zlatými šňůrami. Za rouchem byly dvě zelené ratolesti.
V září 1974 byl císař Haile Selassie svržen. Znak se změnil na hnědého lva z Judeje s praporem v národních barvách, nyní však bez císařské koruny a žerď byla nově tvořena žlutým oštěpem. V lednu 1975 bylo zrušeno císařství a vyhlášena Socialistická Etiopie. Z vlajky byl lev odstraněn, ale až do září 1975 byl emblém stále užíván jako státní znak.

Etiopský znak (1890–1932)
Etiopský znak (1932–1975)
Detail Lva z Judee.
Znak Italské východní Afriky.

12. září 1975 byl vládním dekretem Prozatímního vojenského správního výboru zaveden nový státní znak. Tvořen byl modrým, kruhovým polem a na něm položeným červeným, ozubeným kolem se čtrnácti zuby a žlutým sluncem, se stejným počtem paprsků mezi zuby, vyzařujícími až k okraji modrého pole. Uprostřed byl hnědý pluh (rádlo), na němž byl zavěšen hnědý odstředivý prak z provazu. Kolem modrého pole byly obtočeny dvě zelené olivové větvičky a dvě stébla prosa, které byly v dolní části spojeny zlatým, kruhovým štítem, za nímž byly zkřížené (zlaté) kopí a meč a na něm (opět zlatý) kráčející etiopský lev. V horní části byl amharský nápis (česky Prozatímní vojenská vláda Socialistické Etiopie). Na obrázku nápis chybí. Podle tehdejšího výkladu symbolizovalo ozubené kolo a pluh jednotu dělníků a rolníků, slunce revoluci a šťastnou budoucnost lidu a štít, meč a kopí symbolizovaly odhodlání lidu hájit vymoženosti revoluce. 14 zubů a paprsků odkazovalo na počet provincií.
V roce 1977 se po vojenském převratu ujala moci marxistická vláda Mengistu Haile Mariama. Znak zůstal zachován. 11. září 1987 byla vyhlášena Etiopská lidově demokratická republika a Mariam byl zvolen etiopským prezidentem. Nový znak byl zaveden vyhláškou č. 4/1987, platnou od 13. září 1987. Tvořil jej opět modrý kruhový štít, na kterém bylo 39 žlutých slunečních paprsků, vycházející z červeného disku se žlutou, pěticípou hvězdou, umístěného v horní části štítu. V dolní části štítu bylo modré ozubené kolo s červeným okrajem a hnědým středem s loukotěmi. Spodní část znaku zakrývala červená stuha, na které ležela lví hlava v přirozených barvách. Nad ozubené kolo vystupoval hnědý vrcholek aksúmského obelisku a zkřížené hnědé kopí se samopalem. Po stranách štítu byly zelené palmové a olivovníkové větvičky s červenými plody. Nad štítem byl černý amharský nápis (česky Etiopská lidově demokratická republika). Modrá barva štítu symbolizovala mír, paprsky lidovou správu, hvězda boj dělnické třídy za vzkvétající společnost a červený disk práci, obětování a hrdinství. Ozubené kolo bylo symbolem průmyslu a obelisk připomínal etiopskou historii. Červená stuha symbolizovala jednotu lidu, lev sílu, hrdinství a nezranitelnost etiopského lidu. Větvičky byly symbolem míru a vítězství.
28. května 1991 převzala moc v zemi Etiopská lidová revoluční demokratická fronta, prezident Mariam uprchl do Zimbabwe a skončila platnost státního znaku. Nový byl zaveden v květnu 1992 a tvořil jej světle zelený, kulatý štít s bílou holubicí v horní části, držící v pařátech bílou váhu spravedlnosti. V dolní části štítu byl bílý most (symbolizující spolupráci lidu) a orámován byl v dolní části černým ozubeným kolem se šesti zuby a v horní části zelenými obilnými klasy. Nad štítem byl černý, amharský opis a pod ním stejný opis v angličtině TRANSITIONAL GOVERNMENT OF ETHIOPIA (česky Přechodná vláda Etiopie).

Etiopský znak (1975–1987), bez textu
Etiopský znak (1987–1991)
Etiopský znak (1992–1994)

8. prosince 1994 byla země přijetím nové ústavy přejmenována na Federativní demokratickou republiku Etiopie a článkem č. 3 uveden popis nového státního znaku, který byl upřesněn v proklamaci č. 16/1996 přijatou 6. února 1996. V různých zdrojích je etiopský znak (a tím i vlajky, které je součástí) zobrazen se světlejším odstínem modré barvy. Světlejší barva byla zřejmě užívána mezi lety 1994–1996.

## Další použití znaku
Etiopský státní znak je vyobrazen na etiopské vlajce.

Etiopská vlajka Poměr stran: 1:2